# دافييد ديجز
دافييد ديجز (بالإنجليزية: Daveed Diggs) هو ممثل ومغني ورابر أمريكي ولد في 24 يناير 1982.قام بأداء دور رئيسي في مسلسل محطم الثلج.

## وصلات خارجية
- دافييد ديجز على موقع IMDb (الإنجليزية)
- دافييد ديجز على موقع ألو سيني (الفرنسية)
- دافييد ديجز على موقع ميوزك برينز (الإنجليزية)
- دافييد ديجز على موقع قاعدة بيانات برودواي على الإنترنت (الإنجليزية)
- دافييد ديجز على موقع ديسكوغز (الإنجليزية)
- دافييد ديجز على موقع قاعدة بيانات الفيلم (الإنجليزية)